# Chlamydosaurus kingii
Chlamydosaurus kingii là một loài thằn lằn trong họ Họ Nhông. Loài này được Gray mô tả khoa học đầu tiên năm 1825.
Loài này được tìm thấy chủ yếu ở miền bắc Úc và phía nam New Guinea. Loài này là thành viên duy nhất của chi Chlamydosaurus. Tên gọi tiếng Anh của nó (frill-necked lizard: thằn lằn cổ diềm) xuất phát từ diềm xếp nếp lớn quanh cổ của nó, thường được gập sát vào cơ thể nó. Phần lớn thời gian nó sinh sống trên cây. Chế độ ăn của loài này chủ yếu là côn trùng và động vật có xương nhỏ. Thân dài trung bình 85 cm.
Mối đe dọa chính của loài này là đại bàng, cú, thằn lằn lớn, rắn, chó hoang dingo và mèo túi.

## Hình ảnh

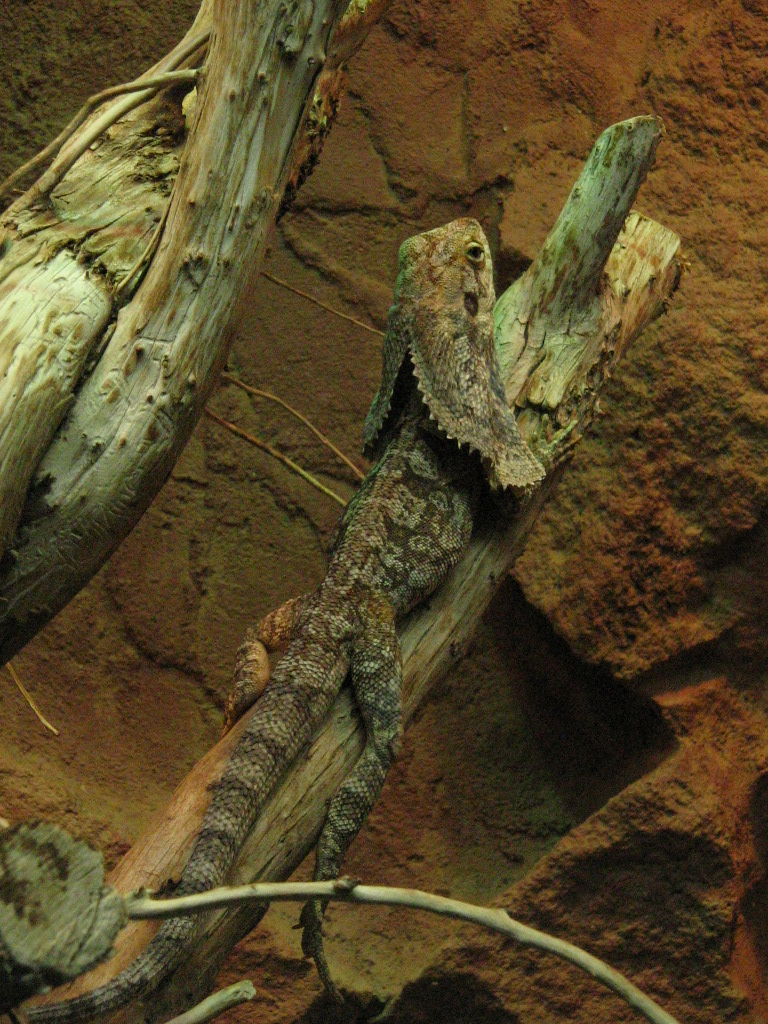
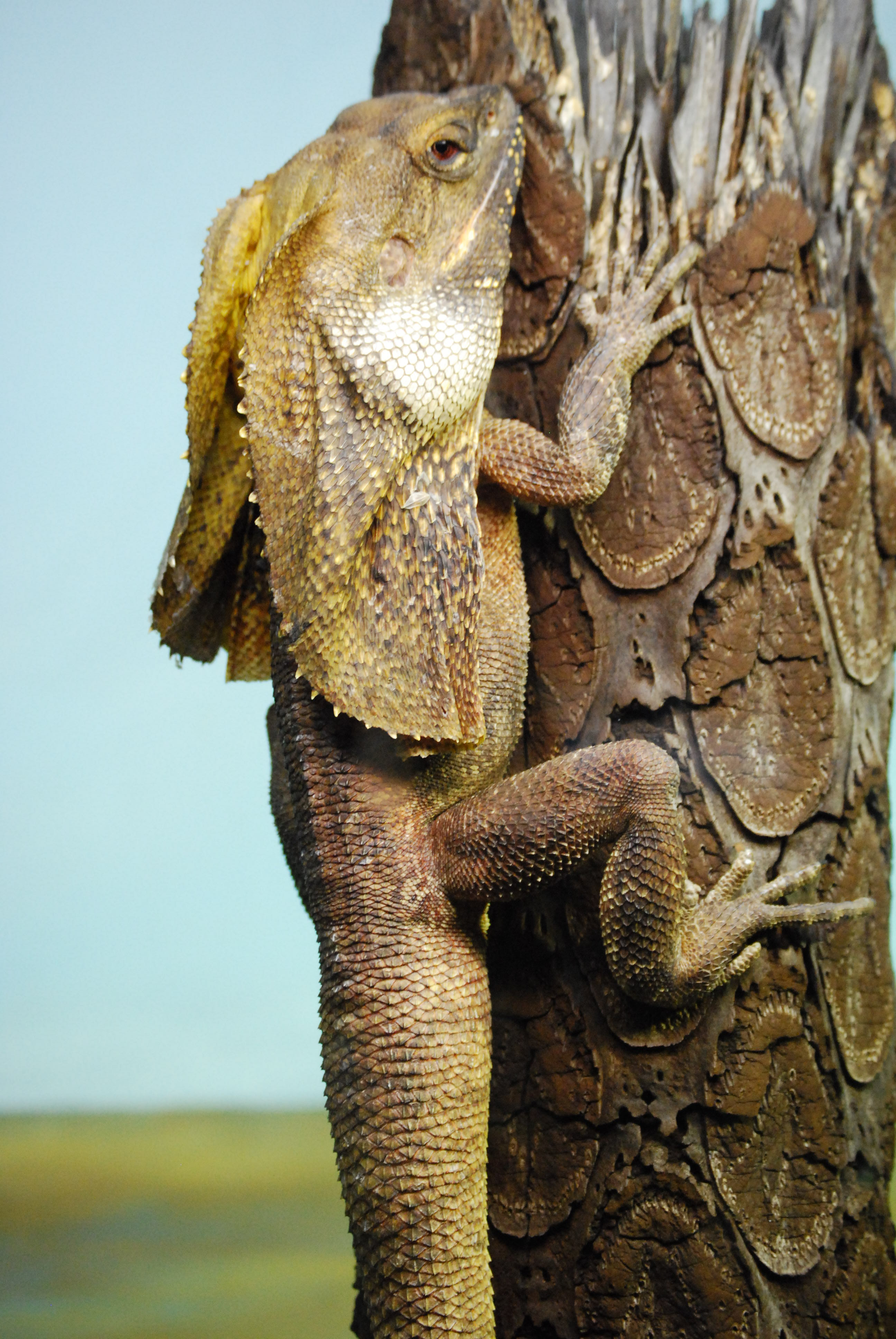
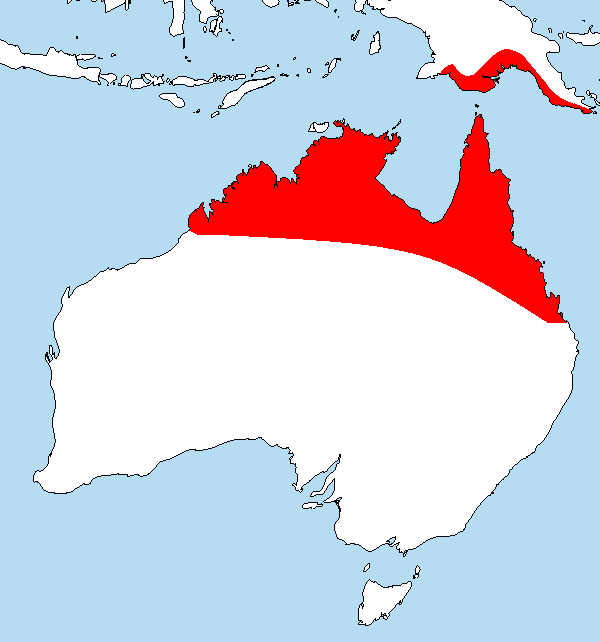
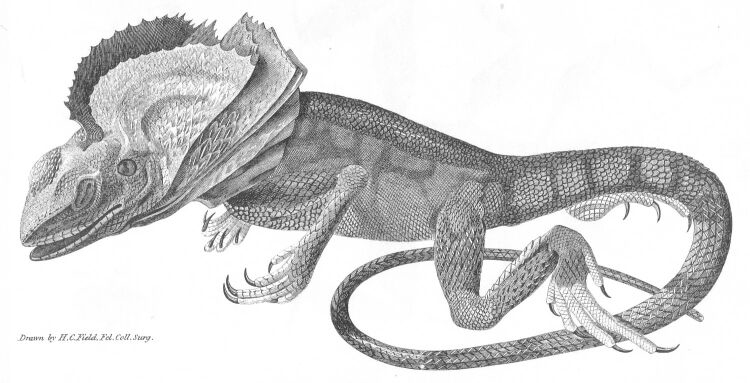
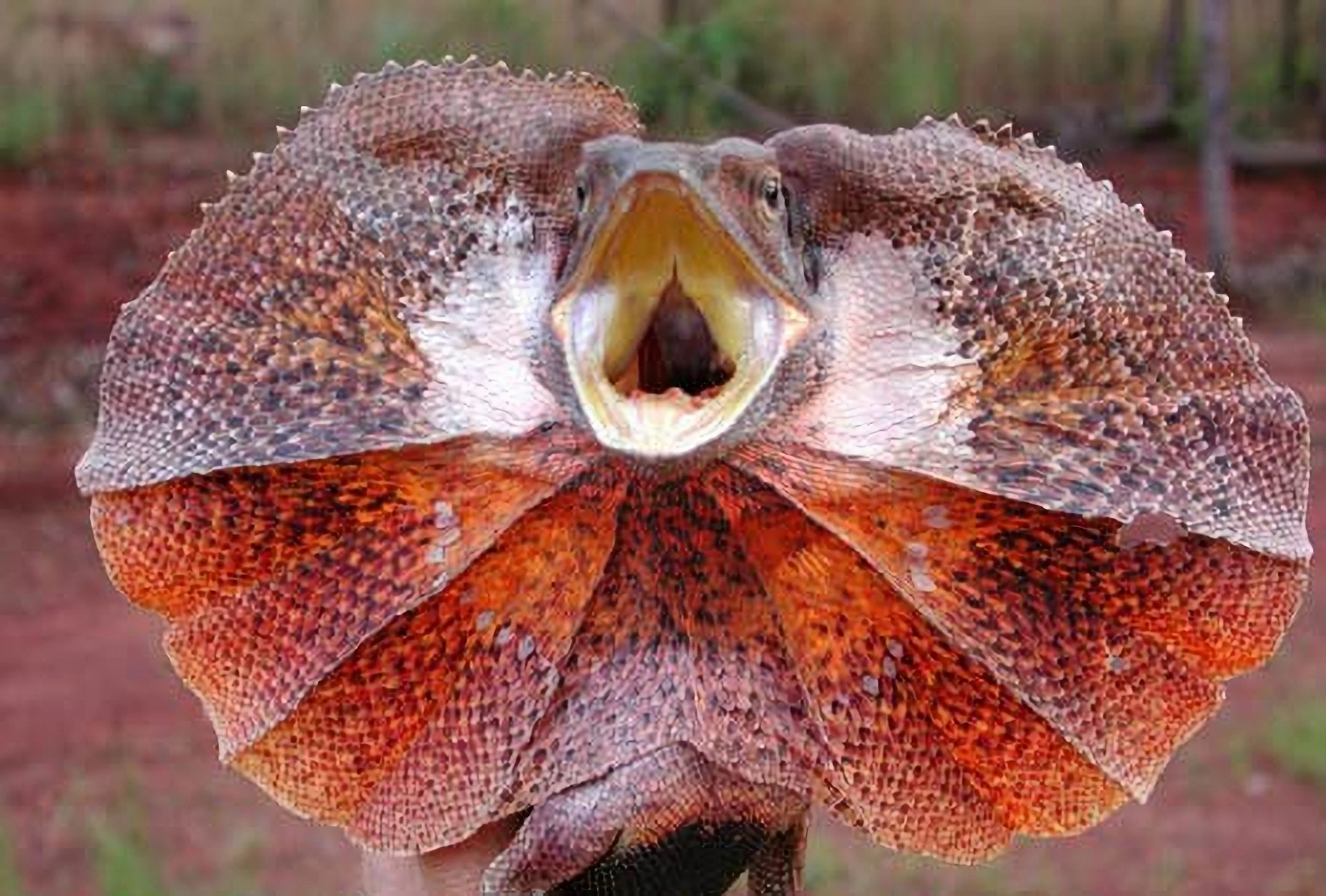